# Kościół św. Teresy od Dzieciątka Jezus w Dąbiu
Kościół św. Teresy od Dzieciątka Jezus w Dąbiu – katolicki kościół filialny zlokalizowany we wsi Dąbie w gminie Płoty, w powiecie gryfickim (województwo zachodniopomorskie). Jest filią parafii św. Stanisława Kostki w Wyszoborze.

## Historia i architektura
Kościół powstał w XVIII wieku, wzniesiony został w konstrukcji ryglowej. Sytuowany na planie prostokąta, kryty jest dwuspadowym dachem. W zachodnią część połaci dachowej wpuszczona jest wieża na planie kwadratu, zakończona oktagonalnym hełmem pokrytym blachą. Wnętrze kościoła nakrywa podwieszany sufit z płyt paździerzowych. Prezbiterium oddzielone jest od nawy głównej balustradką, ołtarz umieszczony jest w ściennej wnęce. Zachowały się XIX-wieczne ławki.
Po zakończeniu II wojny światowej kościół został poświęcony jako świątynia katolicka w 1946 roku.